# Кріс Ноблаг
Кріс Ноблаг (англ. Kris Knoblauch; нар. 24 вересня 1978) — канадський професійний хокейний тренер, колишній гравець і нинішній головний тренер команди «Едмонтон Ойлерз» Національної хокейної ліги (НХЛ).

## Тренерська робота
12 листопада 2023 року Ноблаг призначений головним тренером «Едмонтон Ойлерз».